# بتر آن ليفين
بترا آن ليفين هي عالمة أمريكية في الأحياء الدقيقة وأستاذة في قسم الأحياء ومديرة مشاركة لبرنامج الدراسات العليا في علم النبات وعلوم الأحياء الدقيقة الوبائية في جامعة واشنطن في سانت لويس.

## تعليمها وبداية حياتها المهنية
تخرجت ليفين مع مرتبة الشرف من كلية ويليامز، وحصلت على بكالوريوس في علم الأحياء عام 1989. عملت مدرسة علوم في المدرسة الأمريكية في سويسرا من 1989 إلى 1990.
أكملت درجة الدكتوراه في علم الأحياء من جامعة هارفرد عام 1996. كانت أطروحة الدكتوراه بعنوان التقسيم غير المتماثل أثناء تكوين البوغ في العصيات الرقيقة بإشراف الدكتور ريتشارد لوسيك.
حصلت ليفين على منحة لأبحاث ما بعد الدكتوراه في قسم الأحياء من جامعة كامبريدج ماساتشوستس تحت إشراف الأستاذ آن غروسمان.

## المهنة
كانت ليفين أستاذة مساعدة في قسم الأحياء من جامعة واشنطن في سانت لويس.
وقبل أن تحصل ليفين على رتبة الأستاذية عملت برتبة أستاذة مشاركة من عام 2008 حتى عام 2015.
في عام 2015، أصبحت مديرة مشاركة لبرنامج الدراسات العليا في العلوم النباتية وعلم الأحياء الدقيقة الوبائية في جامعة واشنطن. 
وغدت عضوة في هيئة تحرير مجلة علم الأحياء الدقيقة الجزيئية Molecular Microbiology عام 2008.
في عام 2016 أصبحت ليفين محررة المادة الأمامية لمجلة علم الوراثة الصادرة عن المكتبة العامة للعلوم PLOS Genetics .
وأصبحت عضوة في هيئة تحرير مجلة علم الأحياء المعاصرة Current Biology عام 2018.

## الجوائز والتكريمات
حازت ليفين على جائزة من جوائز مؤسسة العلوم الوطنية عام 2005 إضافة إلى حصولها على منحة باحثة في برنامج فولبرايت في هولندا من عام 2015 لعام 2016. 
- المادة الامامية (front matter ) هي القسم الأول من الكتاب أو المجلة وفي الغالب تكون قصيرة ويطلق علبها أحيانا الجزء التمهيدي  وأحيانا تكون صفحة أو صفحتين.

## الروابط خارجية
- https://scholar.google.com/citations?user=UYnvOrsAAAAJ